# Serqueux (Haute-Marne)
Pour les articles homonymes, voir Serqueux.
Serqueux est une commune française située dans le département de la Haute-Marne, en région Grand Est.

## Géographie
Le village se trouve à la limite du département des Vosges, au pied des bois couvrant les pentes du Malaumont et du Montsaugeon. L'Apance y prend sa source puis longe le territoire communal en faisant une grande courbe autour du village.

Serqueux est située à 4 km de Bourbonne-les-Bains, à 14 km de Lamarche et à 21 km de Montigny-le-Roi.
La gare de Merrey, située à 17 km de Serqueux, est aujourd'hui la plus proche du village. 
L'accès à l'A31 est à 20 km en direction de Dijon et de Troyes et à 25 km en direction de Nancy.
| Aigremont          | Larivière-Arnoncourt | Mont-lès-Lamarche (Vosges) |
|                    | Serqueux             | Isches (Vosges)            |
| Parnoy-en-Bassigny | Bourbonne-les-Bains  | Senaide (Vosges)           |

### Hydrographie
La commune est dans le bassin versant de la Saône au sein du bassin Rhône-Méditerranée-Corse. Elle est drainée par l'Apance, le ru de Médet, le ruisseau de Clan, le Trou Vérion, le ruisseau de Beaucharmoy et le ruisseau Jean Paillard.
L'Apance, d'une longueur de 34 km, prend sa source dans la commune  et se jette  dans la Saône à Châtillon-sur-Saône, après avoir traversé huit communes. Les caractéristiques hydrologiques de l'Apance [amont] sont données par la station hydrologique située sur la commune de Bourbonne-les-Bains. Le débit moyen mensuel est de 0,914 m3/s. Le débit moyen journalier maximum est de 46,8 m3/s, atteint lors de la crue du 15 juillet 2021. Le débit instantané maximal est quant à lui de 75,8 m3/s, atteint le même jour.

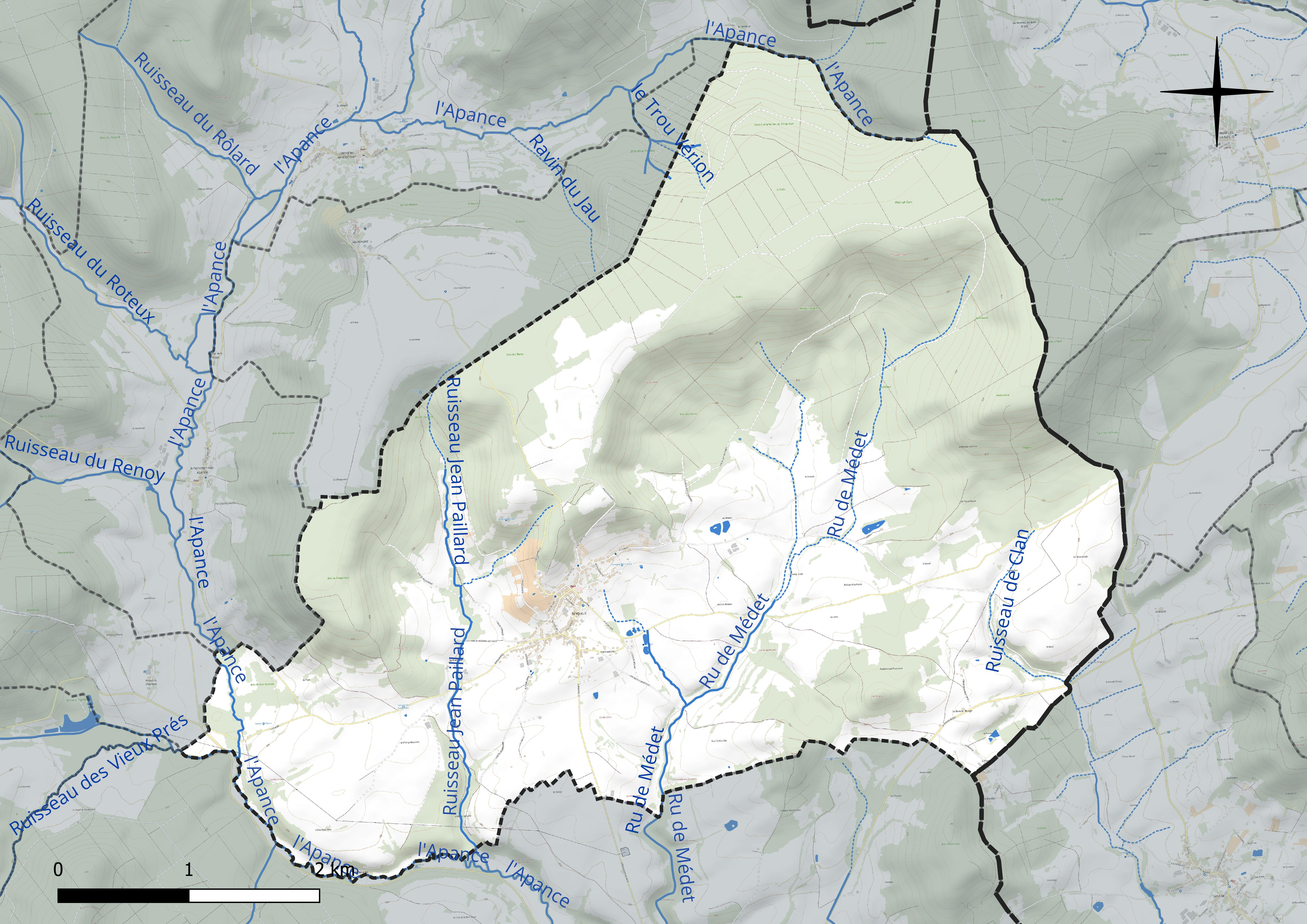
Réseau hydrographique de Serqueux.

### Climat
Pour des articles plus généraux, voir Climat du Grand Est et Climat de la Haute-Marne.
En 2010, le climat de la commune est de type climat de montagne, selon une étude du Centre national de la recherche scientifique s'appuyant sur une série de données couvrant la période 1971-2000. En 2020, Météo-France publie une typologie des climats de la France métropolitaine dans laquelle la commune est exposée à un climat océanique altéré et est dans la région climatique  Lorraine, plateau de Langres, Morvan, caractérisée par un hiver rude (1,5 °C), des vents modérés et des brouillards fréquents en automne et hiver. 
Pour la période 1971-2000, la température annuelle moyenne est de 9,7 °C, avec une amplitude thermique annuelle de 16,9 °C. Le cumul annuel moyen de précipitations est de 1 038 mm, avec 13,1 jours de précipitations en janvier et 9,4 jours en juillet. Pour la période 1991-2020, la température moyenne annuelle observée sur la station météorologique de Météo-France la plus proche, « Val-de-Meuse », sur la commune de Val-de-Meuse à 18 km à vol d'oiseau, est de 9,9 °C et le cumul annuel moyen de précipitations est de 917,4 mm. 
La température maximale relevée sur cette station est de 39,5 °C, atteinte le 25 juillet 2019 ; la température minimale est de −25 °C, atteinte le 18 janvier 1966,,. 
Les paramètres climatiques de la commune ont été estimés pour le milieu du siècle (2041-2070) selon différents scénarios d'émission de gaz à effet de serre à partir des nouvelles projections climatiques de référence DRIAS-2020. Ils sont consultables sur un site dédié publié par Météo-France en novembre 2022.

## Urbanisme

### Typologie
Au 1er janvier 2024, Serqueux est catégorisée commune rurale à habitat dispersé, selon la nouvelle grille communale de densité à sept niveaux définie par l'Insee en 2022.
Elle est située hors unité urbaine et hors attraction des villes,.

### Occupation des sols
L'occupation des sols de la commune, telle qu'elle ressort de la base de données européenne d’occupation biophysique des sols Corine Land Cover (CLC), est marquée par l'importance des territoires agricoles (49,8 % en 2018), une proportion identique à celle de 1990 (49,8 %). La répartition détaillée en 2018 est la suivante : 
forêts (47,2 %), prairies (38,1 %), zones agricoles hétérogènes (6,6 %), terres arables (5,1 %), zones urbanisées (1,7 %), milieux à végétation arbustive et/ou herbacée (1,2 %). L'évolution de l’occupation des sols de la commune et de ses infrastructures peut être observée sur les différentes représentations cartographiques du territoire : la carte de Cassini (XVIIIe siècle), la carte d'état-major (1820-1866) et les cartes ou photos aériennes de l'IGN pour la période actuelle (1950 à aujourd'hui).

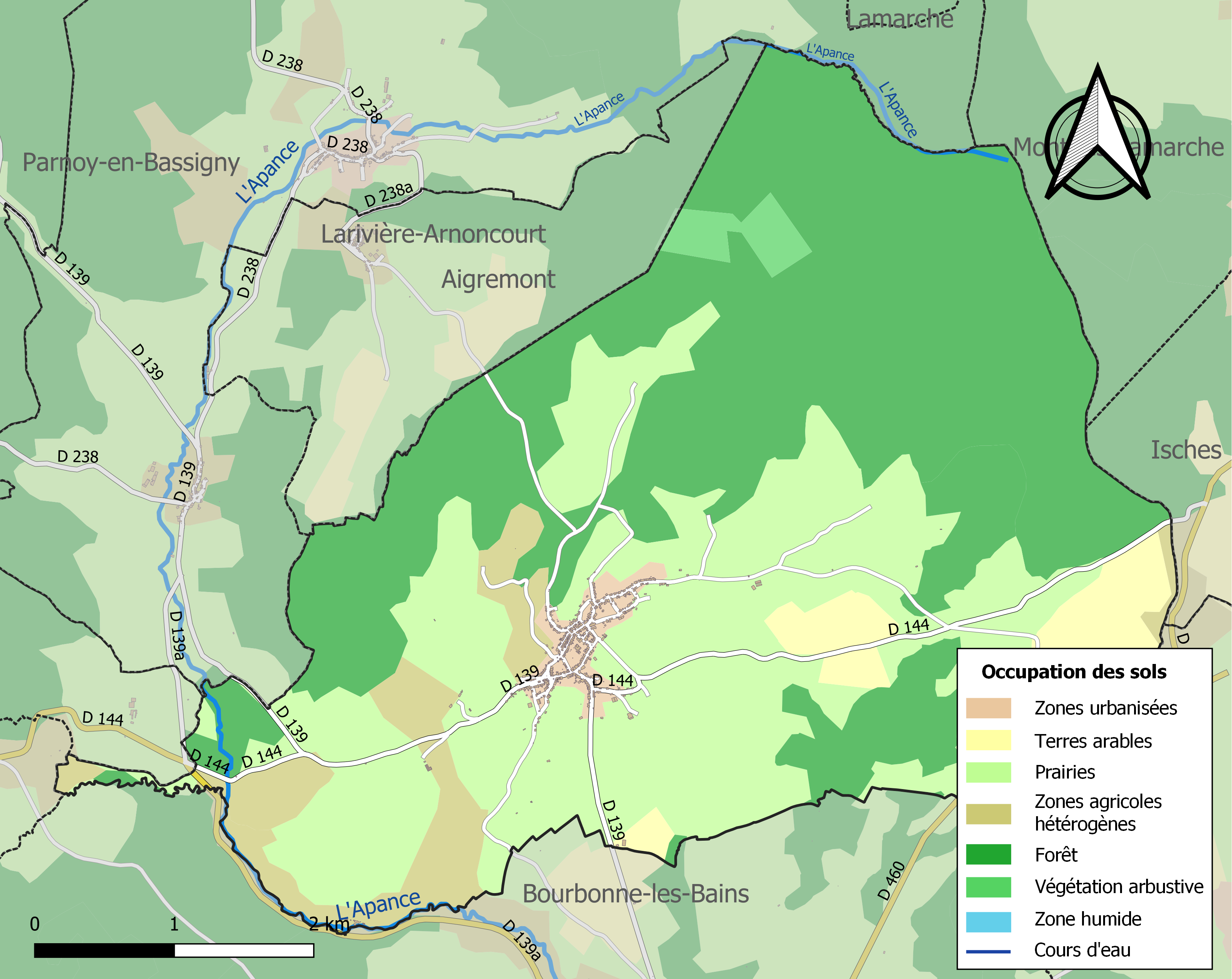
Carte des infrastructures et de l'occupation des sols de la commune en 2018 (CLC).

## Toponymie
De l'ancien français sarqueu, forme médiévale du mot cercueil, par extension « cimetière », qui a servi à nommer des lieux comme Cerville, Cerqueux, etc. La forme Cercueil apparaît à la Renaissance.

## Histoire
- 990 : fondation du prieuré.
- 1587 : le village est frappé par la peste.
- Guerre de Trente Ans : le village est dévasté par les Lorrains et les Allemands.
- 1636 : nouvelle épidémie de peste.
- 23 août 1650 : Serqueux est dévastée par les troupes de la garnison d'Aigremont.
- XVIIIe siècle : les familles Viennot puis Vautrin sont co-seigneurs de Serqueux.
- 1802 : une grande partie du village est détruite par un incendie.
- Milieu du XIXe siècle : émigration vers les États-Unis.
- Fin du XIXe siècle : le vignoble est décimé par le phylloxéra.
- 19 octobre 1917 : atterrissage et capture du dirigeable Zeppelin L 49.
- 1959 : chute d'un avion militaire F84.

## Politique et administration

### Liste des maires
| Période                                  | Période           | Identité                         | Étiquette | Qualité          |
| ---------------------------------------- | ----------------- | -------------------------------- | --------- | ---------------- |
| Les données manquantes sont à compléter. |                   |                                  |           |                  |
|                                          | 4 mars 1805       | Claude Robert                    |           |                  |
| 6 mars 1805                              | 15 septembre 1816 | Charles Erard Vautrin            |           |                  |
| 6 octobre 1816                           | 20 juin 1830      | Etienne Royer                    |           |                  |
| 5 juillet 1830                           | 1er janvier 1831  | Jean Baptiste Alexandre Chantret |           |                  |
| 10 février 1831                          | 18 août 1848      | Claude Baude                     |           |                  |
| 29 août 1848                             | 3 février 1851    | Etienne Jules Louvrier           |           |                  |
| 22 février 1851                          | 25 juillet 1852   | Pierre Nicolas Ladier            |           |                  |
| 31 juillet 1852                          | 27 octobre 1854   | Nicolas François Royer           |           |                  |
| 7 novembre 1854                          | 13 mai 1855       | Pierre Claude Horiot             |           |                  |
| 22 mai 1855                              | 1er juin 1855     | Alexandre Joseph Vautrin         |           |                  |
| 8 juin 1855                              | 5 juillet 1855    | Pierre Claude Horiot             |           |                  |
| 18 juillet 1855                          | 4 décembre 1869   | Alexandre Joseph Vautrin         |           |                  |
| 13 octobre 1870                          | 17 décembre 1870  | Pierre Claude Horiot             |           |                  |
| 23 mai 1871                              | 1er octobre 1876  | Jean Baptiste Vigneron           |           |                  |
| 14 octobre 1876                          | 17 mars 1879      | Claude Rémy                      |           |                  |
| 1er mai 1879                             | 19 janvier 1881   | Nicolas Prot                     |           |                  |
| 26 janvier 1881                          | 22 mai 1892       | Jean Baptiste Maupied            |           |                  |
| 3 juin 1892                              | 2 mai 1896        | Louis Prot                       |           |                  |
| 17 mai 1896                              | 8 mai 1904        | Charles Barbier Rainot           |           |                  |
| 9 juin 1904                              |                   | Alfred Gaudinet                  | Radical   |                  |
|                                          | 11 janvier 1928   | Paul Daubrive                    |           | Mobilisé en 1914 |
| mars 1928                                | après 1934        | Nicolas Alexandre Chevalier      |           |                  |
| 1944                                     | mars 1989         | Raymond Huard                    |           |                  |
| mars 1989                                | juin 1995         | Denis Lorrain                    |           |                  |
| juin 1995                                | mars 2008         | Liliane Horriot                  |           |                  |
| mars 2008                                | avril 2009        | Roger Zordic                     |           |                  |
| juin 2009                                | juin 2020         | Joël Garcin                      |           |                  |
| juin 2020                                | En cours          | Christelle Claude                |           |                  |

## Population et société

### Démographie
L'évolution du nombre d'habitants est connue à travers les recensements de la population effectués dans la commune depuis 1793. Pour les communes de moins de 10 000 habitants, une enquête de recensement portant sur toute la population est réalisée tous les cinq ans, les populations de référence des années intermédiaires étant quant à elles estimées par interpolation ou extrapolation. Pour la commune, le premier recensement exhaustif entrant dans le cadre du nouveau dispositif a été réalisé en 2004.

En 2022, la commune comptait 367 habitants, en évolution de −15,63 % par rapport à 2016 (Haute-Marne : −4,62 %, France hors Mayotte : +2,11 %).
| 1793 | 1800  | 1806  | 1821  | 1831  | 1836  | 1841  | 1846  | 1851  |
| ---- | ----- | ----- | ----- | ----- | ----- | ----- | ----- | ----- |
| 984  | 1 071 | 1 115 | 1 244 | 1 380 | 1 404 | 1 474 | 1 523 | 1 630 |

| 1856  | 1861  | 1866  | 1872  | 1876  | 1881  | 1886  | 1891  | 1896  |
| ----- | ----- | ----- | ----- | ----- | ----- | ----- | ----- | ----- |
| 1 458 | 1 506 | 1 553 | 1 480 | 1 401 | 1 440 | 1 352 | 1 278 | 1 174 |

| 1901  | 1906  | 1911  | 1921 | 1926 | 1931 | 1936 | 1946 | 1954 |
| ----- | ----- | ----- | ---- | ---- | ---- | ---- | ---- | ---- |
| 1 145 | 1 116 | 1 041 | 822  | 807  | 752  | 697  | 598  | 604  |

| 1962 | 1968 | 1975 | 1982 | 1990 | 1999 | 2004 | 2006 | 2009 |
| ---- | ---- | ---- | ---- | ---- | ---- | ---- | ---- | ---- |
| 653  | 587  | 531  | 535  | 515  | 463  | 479  | 468  | 463  |

| 2014 | 2019 | 2022 | - | - | - | - | - | - |
| ---- | ---- | ---- | - | - | - | - | - | - |
| 435  | 369  | 367  | - | - | - | - | - | - |

## Culture locale et patrimoine

### Lieux et monuments
- Église Saint-Blaise de Serqueux, XIIe siècle, XIVe siècle, XVIIIe siècle.
- Maison Baude, construite au XVIIIe siècle (éléments protégés : banc monolithe, perron et descente de cave).
- Maison Joly-Catel (éléments protégés : emmarchement avec le banc de pierre et l'entrée de la cave avec son écoulement des eaux).

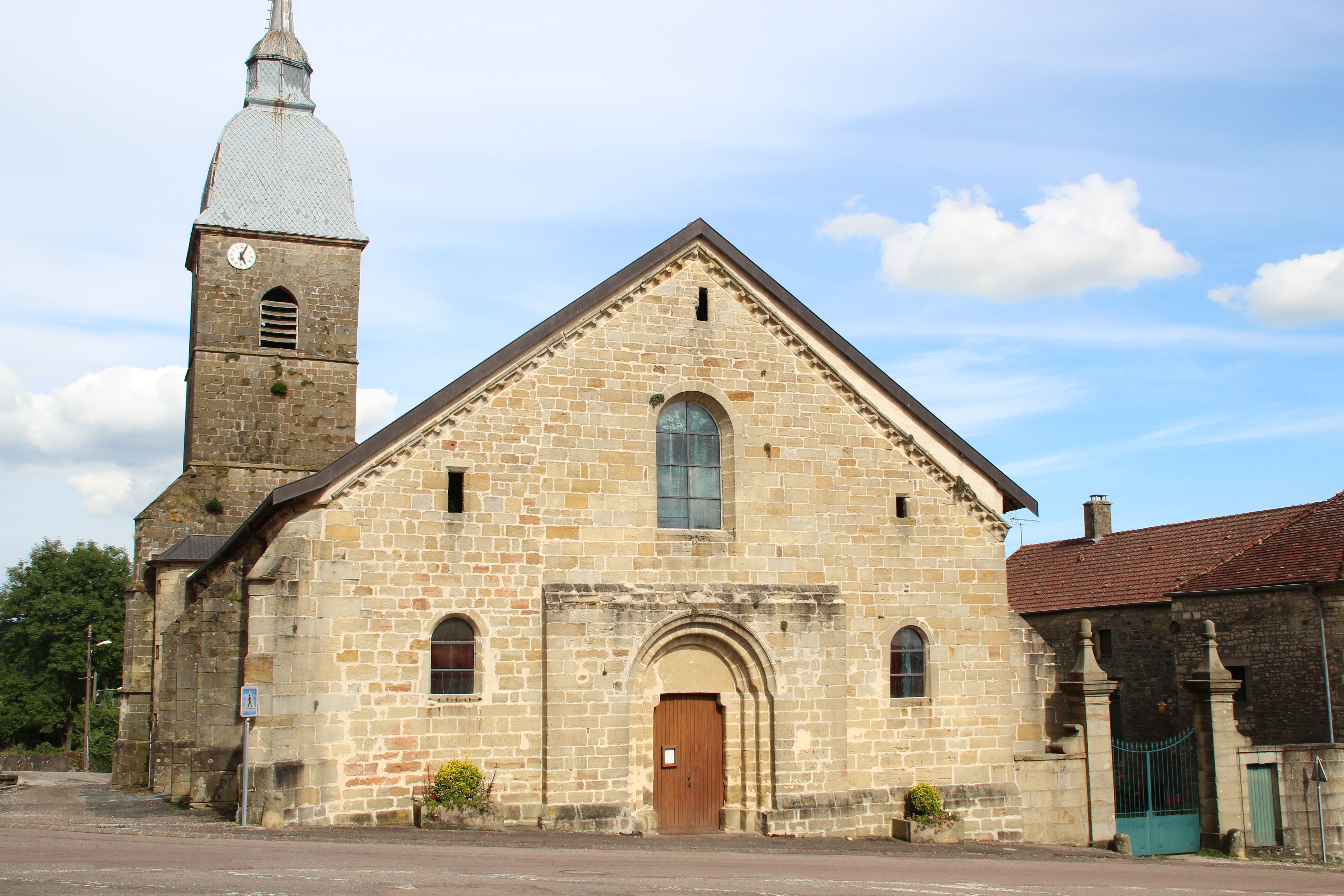
Église Saint-Blaise[20].
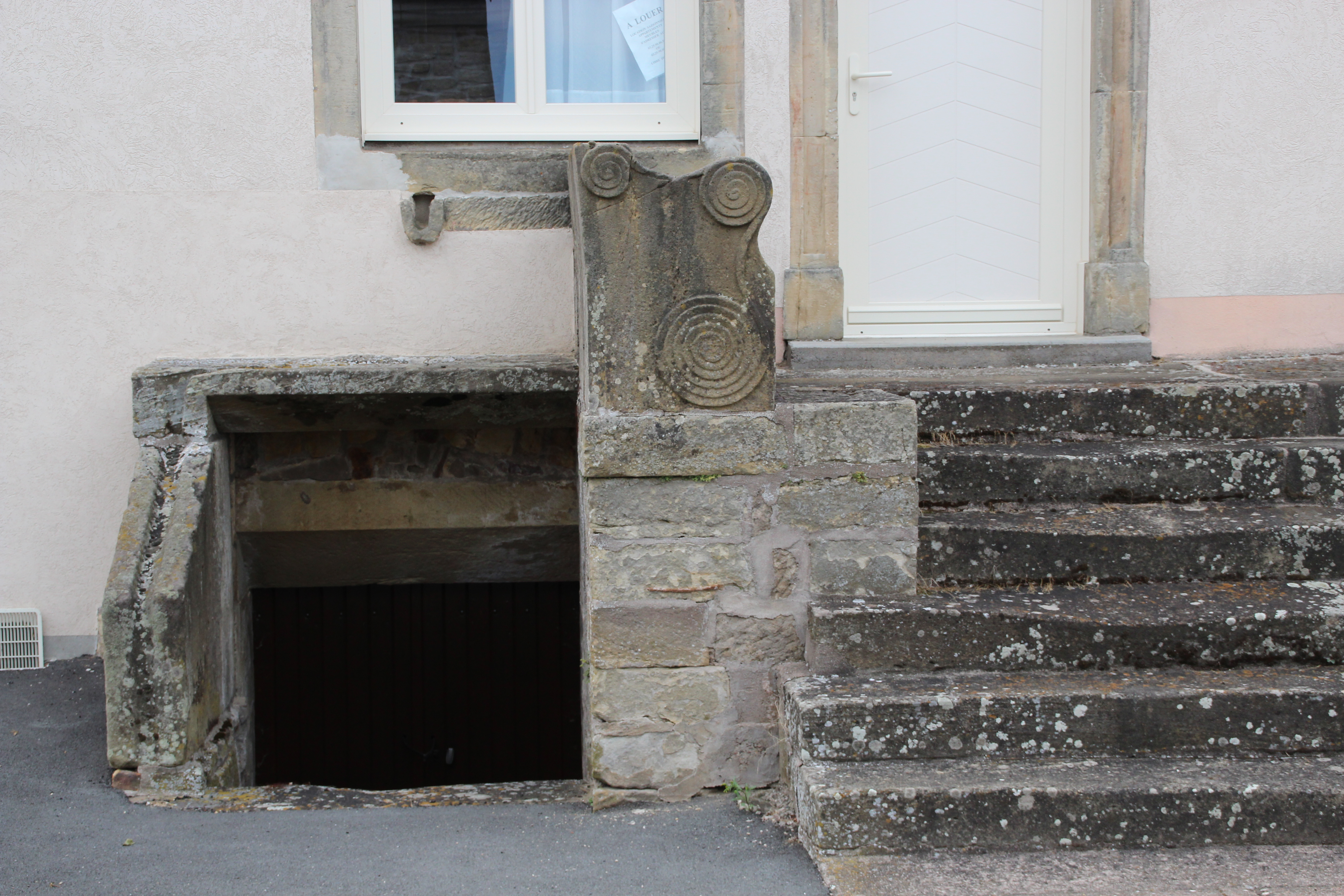
Maison Joly-Catel[21].
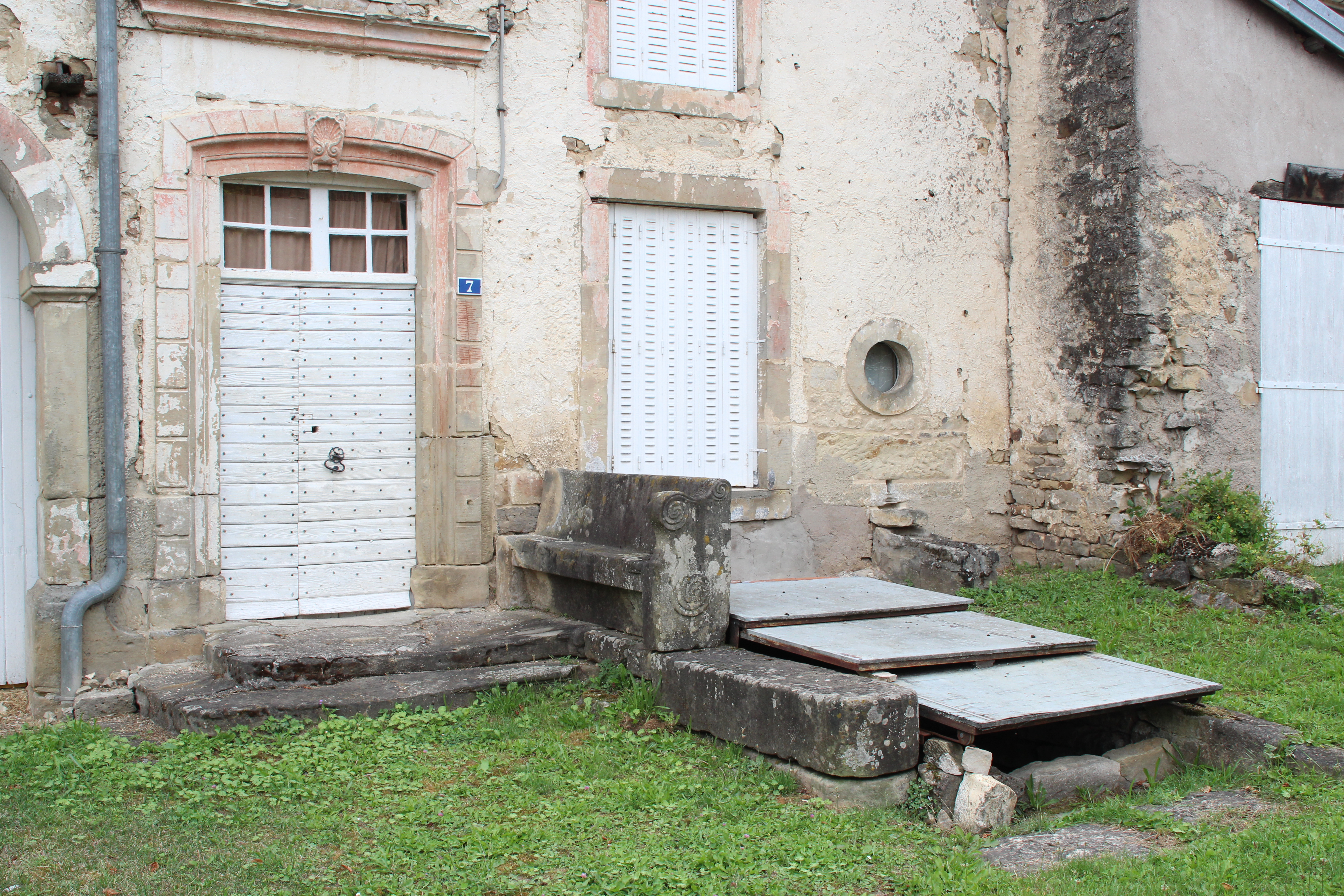
Maison Baude[22].

### Héraldique
| Blason de Serqueux | Blason  | D'azur à la fasce ondée d'argent accompagnée de trois annelets d'or. |
| Blason de Serqueux | Détails | Ces armes sont les armes de la famille Humblot (aussi orthographiée Humbelot en 1600). Claude Humblot fut seigneur de Serqueux et d'Arnoncourt au XVIIe siècle. Lui succédèrent ensuite son fils Etienne et son neveu Claude (voir entre autres les Notes du Baron de l'Horme, Archives départementales de la Haute-Marne). La seigneurie passa ensuite aux mains de la famille de Robec (Antoine de Robec, comte de Pallières) qui avait ses propres armoiries. Le statut officiel du blason reste à déterminer. |